# Pausanias al Macedoniei
Pausanias sau Pausania al Macedoniei (în greacă: Παυσανίας ὁ Μακεδών) a fost fiul și succesorul lui Aeropus al II-lea. El a fost asasinat chiar în anul accederii sale la tronul Macedoniei de către Amyntas al III-lea.